# Gaolan

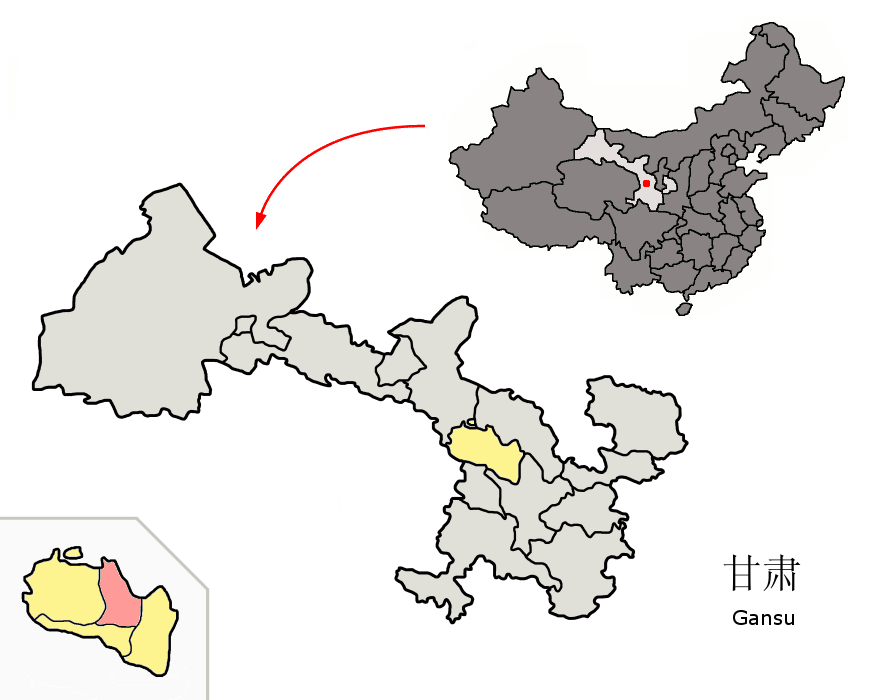
Lage des Kreises Gaolan (rosa) in Gansu

Der Kreis Gaolan (chinesisch 皋兰县, Pinyin Gāolán Xiàn) ist ein Kreis der chinesischen Provinz Gansu. Er gehört zum Verwaltungsgebiet der bezirksfreien Stadt Lanzhou. Gaolan hat eine Fläche von 2.556 km² und zählt 109.500 Einwohner (Stand: Ende 2018). Sein Hauptort ist die Großgemeinde Shidong (石洞镇).